# Чемпіонат Швеції з футболу 2002: Супереттан
Супереттан 2002 — 3-й сезон у Супереттан, що є другим за рівнем клубним дивізіоном (сформованим у 2000 році) у шведському футболі після Аллсвенскан. 
У чемпіонаті взяли участь 16 клубів. Сезон проходив у два кола, розпочався у квітні й завершився в листопаді 2002 року.
Переможцем змагань став клуб «Естерс» ІФ (Векше). Разом із ним путівку до вищого дивізіону виборов з другої позиції Енчепінг СК.

## Учасники сезону 2002 року
| Клуб                            | Місце в 2001                               |
| ------------------------------- | ------------------------------------------ |
| БК «Геккен» (Гетеборг)          | 13-е в Аллсвенскан                         |
| Треллеборг ФФ                   | 14-е в Аллсвенскан                         |
| М'єльбю АІФ                     | 3-є                                        |
| «Єфле» ІФ (Євле)                | 4-е                                        |
| ФК «Кафе Опера» (Стокгольм)     | 5-е                                        |
| Вестерос СК                     | 6-е                                        |
| ІФ «Сильвія» (Норрчепінг)       | 7-е                                        |
| Енчепінг СК                     | 8-е                                        |
| «Вестра Фрелунда» ІФ (Гетеборг) | 9-е                                        |
| ІК «Браге» (Бурленге)           | 10-е                                       |
| ІФК Мальме                      | 11-е                                       |
| «Естерс» ІФ (Векше)             | 12-е                                       |
| «Ассиріска» ФФ (Седертельє)     | 13-е                                       |
| «Броммапойкарна» ІФ (Стокгольм) | 1-е в групі Східний Свеаланд, Дивізіон 2   |
| Енгельгольм ФФ                  | 1-е в групі Південний Йоталанд, Дивізіон 2 |
| Отвідабергс ФФ                  | 1-е в групі Східний Йоталанд, Дивізіон 2   |

## Турнірна таблиця
| Поз | Команда                      | І  | В  | Н  | П  | ГЗ | ГП | РГ  | О  | Підвищення або пониження  |
| --- | ---------------------------- | -- | -- | -- | -- | -- | -- | --- | -- | ------------------------- |
| 1   | «Естерс» (Векше) (C, P)      | 30 | 16 | 6  | 8  | 61 | 35 | +26 | 54 | Підвищилися в Аллсвенскан |
| 2   | Енчепінг СК (P)              | 30 | 15 | 7  | 8  | 55 | 43 | +12 | 52 | Підвищилися в Аллсвенскан |
| 3   | «Вестра Фрелунда» (Гетеборг) | 30 | 14 | 9  | 7  | 54 | 33 | +21 | 51 | Плей-оф на підвищення     |
| 4   | «Геккен» (Гетеборг)          | 30 | 14 | 9  | 7  | 52 | 33 | +19 | 51 |                           |
| 5   | «Ассиріска» (Седертельє)     | 30 | 12 | 9  | 9  | 36 | 27 | +9  | 45 |                           |
| 6   | «Кафе Опера» (Стокгольм)     | 30 | 12 | 8  | 10 | 48 | 45 | +3  | 44 |                           |
| 7   | ІФК Мальме                   | 30 | 12 | 6  | 12 | 34 | 34 | 0   | 42 |                           |
| 8   | Вестерос СК                  | 30 | 12 | 5  | 13 | 49 | 49 | 0   | 41 |                           |
| 9   | Треллеборг ФФ                | 30 | 10 | 9  | 11 | 42 | 41 | +1  | 39 |                           |
| 10  | Отвідабергс ФФ               | 30 | 9  | 10 | 11 | 31 | 50 | −19 | 37 |                           |
| 11  | «Єфле» (Євле)                | 30 | 9  | 8  | 13 | 45 | 47 | −2  | 35 |                           |
| 12  | «Броммапойкарна» (Стокгольм) | 30 | 9  | 8  | 13 | 40 | 52 | −12 | 35 |                           |
| 13  | «Сильвія» (Норрчепінг)       | 30 | 9  | 8  | 13 | 37 | 55 | −18 | 35 |                           |
| 14  | «Браге» (Бурленге) (R)       | 30 | 8  | 10 | 12 | 49 | 55 | −6  | 34 | Вибули в Дивізіон 2       |
| 15  | Енгельгольм ФФ (R)           | 30 | 9  | 7  | 14 | 29 | 45 | −16 | 34 | Вибули в Дивізіон 2       |
| 16  | М'єльбю АІФ (R)              | 30 | 8  | 5  | 17 | 42 | 60 | −18 | 29 | Вибули в Дивізіон 2       |

## Плей-оф на підвищення
Команди, які зайняли в сезоні 2002 року 12-е місце в Аллсвенскан і 3-є в Супереттан, виборювали право виступити в найвищому дивізіоні:
| Команда 1                    | Рахунок | Команда 2                    |
| ---------------------------- | ------- | ---------------------------- |
| 6 листопада 2002             |         |                              |
| «Вестра Фрелунда» (Гетеборг) | 1-1     | ІФК Гетеборг                 |
| 10 листопада 2002            |         |                              |
| ІФК Гетеборг                 | 2-0     | «Вестра Фрелунда» (Гетеборг) |

Клуб ІФК Гетеборг зберіг право виступати в Аллсвенскан у сезоні 2003 року.

## Найкращі бомбардири сезону
| Гравець          | Клуб               | Голи |
| ---------------- | ------------------ | ---- |
| Людвіг Ернстссон | «Естерс» (Векше)   | 18   |
| Ніклас Нурелль   | Енчепінг СК        | 16   |
| Олле Куллінгер   | Енчепінг СК        | 16   |
| Томас Андерссон  | «Браге» (Бурленге) | 16   |
| Джіммі Раджала   | Вестерос СК        | 16   |